# 長流画塾
長流画塾（ちょうりゅうがじゅく）とは、日本画家の川合玉堂が東京において開設した画塾である。

## 概要
川合玉堂は明治29年（1896年）に東京へ上京した。それから3年後の明治32年（1899年）に玉堂のもとに山内多門が入門、翌明治33年（1900年）ころから玉堂は長流画塾を経営している。その後、明治37年（1904年）に長野草風が入門。明治40年（1907年）に池田輝方が、明治42年（1909年）に池田蕉園が、大正7年（1918年）に児玉希望が入門している。ほかに松本姿水、藤井霞郷、田中針水、今中素友、石渡風古らが入門している。また、昭和に入ってから高橋玉淵が入門、玉堂は昭和2年（1927年）には長流画塾を閉じた。
玉堂は長流画塾と別に展覧会を主体とした団体「下萌会」も主宰しており、この会は大正15年まで継続していた。